# (17919) Licandro
(17919) Licandro (1999 GC8) – planetoida z pasa głównego asteroid okrążająca Słońce w ciągu 3,35 lat w średniej odległości 2,24 j.a. Odkryta 9 kwietnia 1999 roku.